# Joan Baptista Humet i Climent
Joan Baptista Humet i Climent (Navarrés, Canal de Navarrés, 4 de gener de 1950 - Barcelona, 30 de novembre de 2008) va ser un cantant valencià. Era oncle de Gemma Humet i oncle valencià de Ramon Humet.

## Biografia
La seva mare, que vivia a Terrassa (Vallès Occidental), va anar a parir a Navarrés per indicació del seu cunyat metge, en el qual tenia plena confiança, i va tornar a Terrassa així que en Joan Baptista va haver nascut. Era fill d'un industrial del sector tèxtil que, després de la crisi industrial dels anys cinquanta, va haver de vendre el negoci. L'any 1968 es trasllada a Barcelona amb la intenció d'estudiar arquitectura, però la influència de Joan Manuel Serrat el fa canviar de vocació i començà a cantar les seves pròpies cançons.
El 1968, amb 18 anys, canta amb Serrat en un teatre de Terrassa i durant dos anys actua com a teloner en els concerts de Lluís Llach, amb temes senzills però d'una gran sensibilitat i d'escriptura més que correcta.

## Producció artística
L'any 1970 publica les seves primeres cançons en senzills i amb la companyia Columbia. En destaquen temes com Busco una flor i Tonades (1970), i aconsegueix el seu primer gran èxit amb Gemma (1971), cançó de gran tendresa i enganxosa melodia dedicada a la seva germana paralítica i que ha esdevingut tot un clàssic car ha estat considerada com una de les 100 millors cançons en llengua catalana del segle xx per la revista Enderrock.
L'any 1972 publica No m'importarà pas gens i Kristine (aquesta darrera cançó guanya l'any anterior el Primer Premio Dorna de Vigo), i aviat arriba el seu primer àlbum (Fulls, 1973, amb arranjaments de Josep Maria Bardagí), on destaquen cançons com Cantiga o Fulls, aquesta darrera fruit de la seva experiència com a professor en escoles de barris d'immigrants.
L'any 1975 participa en l'òpera-rock Granja animal, basada en la novel·la de George Orwell Animal Farm, fent el paper del porc intel·lectual Snowball, i el mateix any publica un primer LP en castellà (Diálogos) amb la companyia Movieplay -de gran èxit a l'Estat espanyol i a Mèxic-, la qual cosa refredarà força les seves relacions amb el món de la Nova Cançó.
En tota la seva carrera, Joan Baptista Humet només enregistrà un altre àlbum en català: Fins que el silenci ve (editat per Movieplay, 1979), un disc unitari d'una gran qualitat, basat en una consideració espiritualista de l'existència de l'home en el món. Els arranjaments van ser obra de Jordi Vilaprinyó i el va presentar al Palau de la Música Catalana. Aquesta obra va ésser composta amb un plantejament musical que va ser tota una novetat, ja que es tracta d'una suite de 35 minuts interpretada per 30 músics. El seu tema principal comença per una estrofa que resumeix la filosofia d'aquesta obra: I així com l'home té por i es destrueix per no escoltar la vida, així la vida el persegueix, el fa parar i el crida. Fora del temps, allà on les coses són simples moments i no hi ha angoixa. Aquest àlbum va tenir un ressò molt inferior al merescut, i Humet tornà al castellà i a una línia molt més comercial.
El 1981 canvia de companyia discogràfica i se'n va a la multinacional RCA on publica un dels seus treballs que més fama i reconeixement li han donat: Hay que vivir. Hi destaquen temes com Vaya con la vida, El extranjero, Dama de una noche, Hay que vivir i, sobretot, Clara (inspirat per la mort d'una noia a causa de la droga i que li va obrir les portes del mercat iberoamericà).
El seu següent treball, Amor de aficionado (RCA, 1982), és un disc ple de records compost al poble valencià de Navarrès. Hi destaquen els temes A mi adolescencia, Volvió, Otoño en Navarrés i Yo no podría vivir sin ti.
El 1984 publica, també amb RCA, Sólo soy un ser humano, el qual recull temes com Ana pregunta por ti, Entramos en Acuario, La hora de las brujas, Hoy la vi i la cançó que dona nom al disc: Sólo soy un ser humano.
L'any 1986 es produeix l'absorció de RCA per una altra multinacional, Ariola, la qual imposa els seus artistes en detriment d'aquells de RCA. Davant d'aquesta situació, Humet decideix prendre's un període de descans i allunyar-se de la indústria musical i de la música dedicant-se a temes de formació d'empreses.
Nogensmenys, l'any 2001, després de quinze anys allunyat de la música, decideix tornar a compondre i crear cançons. Així, l'any 2004 publica el seu nou treball Sólo baje a comprar tabaco, editat amb el seu segell discogràfic Validance. Va ser enregistrat a Barcelona amb arranjaments de Josep Mas "Kitflus". Hi ha participat músics de renom: David Palau -guitarrista del grup d'Alejandro Sanz, el percussionista Roger Blavià -integrant del grup de jazz de Kitflus-, l'acordeonista Maurici Villavecchia i el guitarrista Miguel Pino.
En aquest darrer disc Joan B. Humet manté el seu estil apassionat i realista, presentant cançons amarades d'amor, de tendresa, d'ironia i de denúncia social. El tema principal té per títol El regreso i hi reflexiona sobre el significat d'una fugida i d'un difícil retorn on resumeix amb un versos breus l'esperit d'un cantautor: "Ay, señor compositor y desaparecido, ¡que puede haber en los motivos de un desertor!....Ay señor compositor que has vuelto del olvido, ¡que puede haberle convencido, si no es amor!".
Malgrat notables èxits populars com Que no soy yo o Clara,la seva trajectòria en castellà quedarà massa sovint a l'ombra de la de Joan Manuel Serrat, cantant que ocupa si fa no fa el seu mateix espai creatiu i interpretatiu.
La nit del 30 de novembre del 2008 va morir a Barcelona a l'edat de 58 anys, a causa d'un càncer d'estómac.

## Discografia
- Gemma / El Llaurador (SG, Columbia 1970)
- Busco una flor / Tonades (SG, Columbia, 1970)
- Kristine / No m'importarà pas gens (SG, Columbia, 1972)
- Fulls (LP, Columbia, 1973)
- Diálogos (LP, Movieplay, 1975)
- Aires de Cemento (LP, Movieplay, 1977)
- Fins que el silenci ve (LP, Movieplay, 1979)
- Hay que vivir (LP, RCA, 1981)
- Amor de aficionado (LP, RCA, 1982)
- Sólo soy un ser humano (LP, RCA, 1984)
- Sólo bajé a comprar tabaco (CD, Validance, 2004)